# Macromitrium cirrosum
Macromitrium cirrosum är en bladmossart som beskrevs av Bridel 1826. Macromitrium cirrosum ingår i släktet Macromitrium och familjen Orthotrichaceae. Inga underarter finns listade i Catalogue of Life.